# Kap Granat
Kap Granat (russisch Мыс Гранат Mys Granat) ist ein Kap an der Küste des ostantarktischen Enderbylands. Im westlichen Teil der Thala Hills liegt es 1,1 km nordöstlich der Molodjoschnaja-Station am Ufer der Alaschejewbucht.
Die Benennung des Kaps erfolgte durch Wissenschaftler einer von 1961 bis 1962 durchgeführten sowjetischen Antarktisexpedition.